# Cephalodromia fusca
Cephalodromia fusca är en tvåvingeart som först beskrevs av Seguy 1938.  Cephalodromia fusca ingår i släktet Cephalodromia och familjen svävflugor.
Artens utbredningsområde är Kenya. Inga underarter finns listade i Catalogue of Life.